# Superkontinuum
Als Superkontinuum oder auch nicht ganz zutreffend weißes Laserlicht bezeichnet man Laserlicht, welches aufgrund des Durchganges durch ein nichtlineares optisches Medium ein extrem verbreitertes optisches Spektrum besitzt.
Während das Laserlicht relativ schmalbandig ist, kann ein Superkontinuum einen Frequenzbereich von mehr als einer Oktave umfassen.
Superkontinua können durch Ausnutzung von nichtlinearen Effekten bei der Durchleitung von Laserstrahlen durch Glasfasern bei hohen Intensitäten entstehen, aber auch die Fokussierung in Luft reicht dazu schon aus.
Meist verwendet man intensive Lichtpulse von Femtosekundenlasern. Aber auch die Verwendung von Pulsen mit wesentlich größeren Dauern kann die gewünschte Verbreiterung zeigen. In langen Fasern ist sogar ein kontinuierlicher Laserbetrieb (cw) möglich.
Die involvierten physikalischen Mechanismen und die spektrale Struktur der Superkontinua sind jedoch je nach Pulsdauer, Dispersion und Länge der Faser etc. recht unterschiedlich.
Die Entstehung von Superkontinua wird heute relativ gut verstanden und kann mit Computersimulationen nachvollzogen werden.
Die Einsatzmöglichkeiten von Superkontinuum-Laserquellen sind vielfältig. So werden sie z. B. als Lichtquelle in der (konfokalen) Mikroskopie und Spektroskopie, für die optische Kohärenztomographie und für die Realisierung von Frequenzkämmen eingesetzt.